# Linea bianca (programma televisivo)
Linea bianca - Storie di montagna è un programma televisivo italiano di genere naturalistico dedicato alla montagna, alla gastronomia, alla cultura e alle attività sportive montane, in onda a partire dal 2000. È l'edizione invernale delle Linee di Rai 1, nonché l'ideale spin-off della trasmissione Linea blu.
Il programma affronta il tema dell'agricoltura in montagna. Dopo una prima edizione nella stagione 2000-2001 condotta da Manuela Di Centa e Daniele Piombi e una pausa durata circa 13 anni, dal 2014 torna in onda ed è condotto da Massimiliano Ossini con la collaborazione di Lino Zani (alpinista, esperto in sicurezza), Mauro Mario Mariani (professore e medico, esperto in alimentazione mediterranea), Roberto Bruni (agronomo, dottore di ricerca in entomologia e docente di viticoltura) e Giulia Capocchi. La sigla è di Michele Biki Panitti, (brano Action ed. Raitrade)

## Edizioni
| Edizione | Prima puntata    | Ultima puntata | Puntate | Conduttori          | Conduttori              |
| -------- | ---------------- | -------------- | ------- | ------------------- | ----------------------- |
| 1ª       | 9 dicembre 2000  | 31 marzo 2001  | 14      | Manuela Di Centa    | Daniele Piombi          |
| 2ª       | 27 dicembre 2014 | 21 marzo 2015  | 15      | Massimiliano Ossini | Alessandra Del Castello |
| 3ª       | 5 dicembre 2015  | 19 marzo 2016  | 13      | Massimiliano Ossini | Alessandra Del Castello |
| 4ª       | 24 dicembre 2016 | 22 aprile 2017 | 14      | Massimiliano Ossini | Alessandra Del Castello |
| 5ª       | 9 dicembre 2017  | 31 marzo 2018  | 19      | Massimiliano Ossini | Giulia Capocchi         |
| 6ª       | 1º dicembre 2018 | 6 aprile 2019  | 17      | Massimiliano Ossini | Giulia Capocchi         |
| 7ª       | 30 novembre 2019 | 28 marzo 2020  | 16      | Massimiliano Ossini | Giulia Capocchi         |
| 8ª       | 12 dicembre 2020 | 24 aprile 2021 | 19      | Massimiliano Ossini | Giulia Capocchi         |
| 9ª       | 11 dicembre 2021 | 23 aprile 2022 | 16      | Massimiliano Ossini | Giulia Capocchi         |
| 10ª      | 24 dicembre 2022 | 25 marzo 2023  | 12      | Massimiliano Ossini | Giulia Capocchi         |
| 11ª      | 23 dicembre 2023 | 16 marzo 2024  | 12      | Massimiliano Ossini | Giulia Capocchi         |
| 12ª      | 4 gennaio 2025   | 26 aprile 2025 | 16      | Massimiliano Ossini | Giulia Capocchi         |